# Дискографија групе Oasis
Енглески рок бенд Оејзис издао је седам студијских албума, један албум уживо, пет компилација, шест видео албума, један ЕП, двадесет и два сингла, деветнаест промотивних синглова и тридесет и седам музичких видеа. Бенд је продао око 75 милиона албума широм света и ушао је у Гинисову књигу рекорда као најуспешнији бенд у Уједињеном Краљевству између 1995—2005. године. Оејзис је основан 1991. године од стране певача Лијама Галагера, гитаристе Пола Артура, басисте Пола Макгигана и бубњара Тонија Макарола. Касније се бенду придружио гитариста и певач Ноел Галагер. Бенд је потписао уговор са издавачком кућом Creation Records у мају 1993. године и објавио свој први сингл Supersonic 1994. године, који је поставо хит у Великој Британији, а велики успех и добре критике добио је и у Сједињеним Државма.
Први студијски албум Definitely Maybe објављен је 29. августа 1994. године, а Британска фонографска индустрија доделила је седам пута платинумски сертификат за овај албум. Definitely Maybe нашао се на врхру листа у Великој Британији, где је продат у 2.795.000 примерака, 1.130.000 у Сједињеним Државама, а у преко 15 милиона у читавом свету. Албум је изашао на ЦД и винил формату, као и на аудио касети и минидиску.
Други студијски албум (What's the Story) Morning Glory? објављен је 2. октобра 1995. године и постигао је велики комерцијални успех. Албум се нашао на врховима табела у Великој Британији, а и у другим земљама, укључујући Аустралију, Ирску и Канаду. На албуму се нашло шест синглова, укључујући њихов први сингл који се нашао на листама у матичној земљи — Some Might Say. Сингловои Wonderwall и Some Might Say постали су међународни хитови. (What's the Story) Morning Glory? продат је у преко 22 милиона примерака широм света, што га чини једним од најпродаванијих албума свих времена. Албум је сертификован четрнаест пута платинумски сертификатом од стране Британске фонографске индустрије и пети је најпродаванији албум у Великој Британији. У Сједињеним Државама, албум је продат у ивише од 5 милиона примерака.
Трећи студијски албум под називом Be Here Now, објављен је 21. августа 1997. године. Иако је био најбрже продавани албум у историји Велике Британије и на врху листа неколико држава, није успео да постигне комерцијални успех као претходни албум бенда. Укупно је продоат у 7 милиона примерака, а издат на ЦД и винил формату, као и за дигитално преузимање. Са албума су се истакли синглови D'You Know What I Mean? и All Around the World, који су се нашли на првом месту листа у Великој Британији.
Четврти студијски албум Standing on the Shoulder of Giants објављен је 28. фебруара 2000. године на ЦДу, касети, мини диску, винилу и за дигитално преузимање. Албум је био на првом месту листа у Великој Британији и Ирској. Иако није био успешан као претходни албум бенда, успео је да добије дупли платинумски сертификат од стране Британске фонографске индустрије. На албуму су се нашли синглови Go Let It Out, Who Feels Love? и Sunday Morning Call.

Пети студијски албум Heathen Chemistry објављен је 1. јула 2002. године и постао пети узастопни албум бенда који се нашао на првом месту листа у Великој Британији, а сертификован је тростуким платинумским сертификатом од стране Британске фонографске индустрије.
Шести студијски албум Don't Believe the Truth објављен је 30. маја 2005. године, а изашао је на ЦД и винил формату, као и за дигитално преузимање. У Сједињеним Државама, а продат је у 220.00 примерака, у Уједињеним Краљевству у 980.000, а у више од 7 милиона у читавом свету. Албум је добио велики број сертификата, како у матичној, тако и у другим државама.
У новембру 2006. године бенд је објавио компилацију Stop the Clocks, која се нашла на другом месту листа у Великој Британији.
Оејзис је седми студијски албум Dig Out Your Soul објавио у октобру 2008. године, а и он се нашао на првом месту листа у Великој Британији. Албум је добио дупли платинумски сертификат од стране Британске фонографске индустрије.
У јуну 2010. године објављена је компилација под називом Time Flies... 1994–2009 и она се нашла на првом месту листа у Великој Британији.

## Албуми

### Студијски албуми
| Назив                              | Детаљи | Позиција | Позиција | Позиција | Позиција | Позиција | Позиција | Позиција | Позиција | Позиција | Позиција | Позиција | Број проданих примерака                             | Сертификати |
| Назив                              | Детаљи | УК       | АУС      | КАН      | ФРА      | НЕМ      | ИР       | ЈАП      | ШВЕ      | ШВА      | УС]      | САД Cash | Број проданих примерака                             | Сертификати |
| ---------------------------------- | --- | -------- | -------- | -------- | -------- | -------- | -------- | -------- | -------- | -------- | -------- | -------- | --------------------------------------------------- | --- |
| Definitely Maybe                   | - Датум објављивања: 29. август 1994. (УК) - Издавачка кућа: Creation Records - Формат: ЦД, касета, винил, минидиск         | 1        | 23       | —        | 20       | 26       | 3        | 34       | 4        | 25       | 58       | 61       | - Свет: 15,000,000 - УК: 2,795,000 - САД: 1,130,000 | - BPI: 7× Платина - ARIA: Платина - IFPI ШВЕ: Златно - IFP ШВА: Златно - MC: Платина - RIAA: Платина - RIAJ: Платина - RIANZ: Платина - SNEP: 2× Златно                          |
| (What's the Story) Morning Glory?  | - Датум објављивања: 2. октобар 1995. (УК) - Издавачка кућа: Creation - Формат: ЦД, касета, касета, винил                   | 1        | 1        | 1        | 8        | 3        | 1        | 8        | 1        | 1        | 4        | 3        | - Свет: 22,400,000 - УК: 5,115,000 - САД: 5,125,000 | - BPI: 14× Платина - ARIA: 8× Платина - BVMI: Златно - IFPI ШВЕ: Платина - IFPI ШВА: Златно - MC: 8× Платина - RIAA: 4× Платина - RIAJ: Платина - RIANZ: Платина - SNEP: Платина |
| Be Here Now                        | - Датум објављивања: 21. август 1997. (УК) - Издавачка кућа: Creation - Формат: ЦД, касета, винил, мини диск                | 1        | 1        | 1        | 1        | 2        | 1        | 3        | 1        | 2        | 2        | —        | - Свет: 9,000,000 - УК: 2,170,000 - САД: 1,125,000  | - BPI: 6×П латина - ARIA: Платина - BVMI: Златно - IFPI ШВЕ: Платина - IFPI ШВА: Златно - MC: 2× Платина - RIAA: Платина - RIAJ: 2× Платина - RIANZ: Платина - SNEP: 2× Златно   |
| Standing on the Shoulder of Giants | - Датум објављивања: 28. фебруар 2000. (УК) - Издавачка кућа: Big Brother Recordings - Формат: ЦД, касета, винил, мини диск | 1        | 6        | 8        | 6        | 5        | 1        | 4        | 3        | 3        | 24       | —        | - Свет: 3,000,000 - УК: 830,000 - САД: 201,000      | - BPI: 2× Платина - IFPI ШВЕ: Златно - IFPI ШВА: Златно - RIAJ: Платина |
| Heathen Chemistry                  | - Датум објављивања: 1. јул 2002. (УК) - Издавачка кућа: Big Brother - Формат: ЦД, касета, винил                            | 1        | 4        | 5        | 8        | 4        | 1        | 3        | 2        | 1        | 23       | —        | - Свет: 3,500,000 - УК: 1,135,000 - САД: 170,000    | - BPI: 3× Платина - ARIA: Златно - IFPI ШВЕ: Златно - IFPI ШВА: Златно - MC: Златно - RIAJ: Платина                                                                              |
| Don't Believe the Truth            | - Датум објављивања: 30. мај 2005. (УК) - Издавачка кућа: Big Brother - Формат: ЦД, винил, дигитално преузимање             | 1        | 5        | 3        | 5        | 2        | 1        | 1        | 3        | 3        | 12       | —        | - Свет: 7,000,000 - УК: 980,000 - САД: 220,000      | - BPI: 3× Платина - IRMA: 2× Платина - MC: Златно - RIAJ: Платина |
| Dig Out Your Soul                  | - Датум објављивања: 6. октобар 2008. (УК) - Издавачка кућа: Big Brother - Формат: ЦД , винил, дигитално преузимање         | 1        | 5        | 5        | 4        | 8        | 2        | 2        | 8        | 2        | 5        | —        | - Свет: 2,000,000 - УК: 650,000 - САД: 150,000      | - BPI: 2× Платина - RIAJ: Златно |

### Уживо албуми
| Назив                | Детаљи | Позиција | Позиција | Позиција | Позиција | Позиција | Позиција | Позиција | Позиција | Позиција | Позиција | Број проданих примерака                       | Сертификати                   |
| Назив                | Детаљи | УК       | АУС      | АУС 40   | ФРА      | НЕМ      | ИР       | ЈАП      | НОР      | ШВА      | САД      | Број проданих примерака                       | Сертификати                   |
| -------------------- | --- | -------- | -------- | -------- | -------- | -------- | -------- | -------- | -------- | -------- | -------- | --------------------------------------------- | ----------------------------- |
| Familiar to Millions | - Датум објављивања: 13. новембар 2000. (УК) - Издавачка кућа: Big Brother - Формат: ЦД, винил, мини диск | 5        | 86       | 49       | 51       | 57       | 10       | 13       | 38       | 63       | 182      | - Свет: 1,130,000 - УК: 200,000 - САД: 68,000 | - BPI: Платина - RIAJ: Златно |

### Компилацијски албуми
| Назив                             | Година | Позиција | Позиција | Позиција | Позиција | Позиција | Позиција | Позиција | Позиција | Позиција | Позиција | Број проданих примерака | Сертификати                                                                    |
| Назив                             | Година | УК       | АУС      | КАН      | ФРА      | НЕМ      | ИР       | ЈАП      | ШВЕ      | ШВА      | САД      | Број проданих примерака | Сертификати                                                                    |
| --------------------------------- | --- | -------- | -------- | -------- | -------- | -------- | -------- | -------- | -------- | -------- | -------- | ----------------------- | ------------------------------------------------------------------------------ |
| Definitely Maybe: Singles         | - Датум објављивања: 5. новембар 1996. (УК) - Издавачка кућа: Creation - Формат: ЦД бокс сет                          | 23       | —        | —        | —        | —        | —        | —        | —        | —        | —        | Свет: 70,000            |                                                                                |
| (What's the Story) Morning Glory? | - Датум објављивања: 10. новембат 1996. (УК) - Издавачка кућа: Creation - Формат: ЦД бокс сет                         | 24       | —        | —        | —        | —        | —        | —        | —        | —        | —        | Свет: 65,000            | - BPI: Сребрно                                                                 |
| The Masterplan                    | - Датум објављивања: 13. новембар 1998. (УК) - Издавачка кућа: Creation - Формат: ЦД, касета, винил, мини диск        | 2        | 36       | 11       | 20       | 33       | 2        | 5        | 20       | 40       | 51       | - Свет: 2,100,000       | - BPI: 2× Платина - MC: Златно - RIAJ: Платина                                 |
| Stop the Clocks                   | - Датум објављивања: 20. новембат 2006. (УК) - Издавачка кућа: Big Brother - Формат: ЦД , винил, дигитално преузимање | 2        | 34       | —        | 127      | 54       | 2        | 1        | 29       | 19       | 89       | - Свет: 3,200,000       | - BPI: 5× Платина - ARIA: Златно - IRMA: 4× Платина - MC:Златно - RIAJ: Златно |
| Time Flies... 1994–2009           | - Датум објављивања: 14. јун 2010. (УК) - Издавачка кућа: Big Brother - Формат: ЦД, винил, дигитално преузимање       | 1        | 63       | —        | —        | 21       | 3        | 2        | 44       | 19       | 131      | - Свет: 1,620,000       | - BPI: 3× Платина - RIAJ: Златно                                               |

### Видео албуми
| Назив                   | Детаљи | Позиција | Позиција | Позиција  | Сертификат                       |
| Назив                   | Детаљи | АУС      | ЈАП      | САД видео | Сертификат                       |
| ----------------------- | --- | -------- | -------- | --------- | -------------------------------- |
| Live by the Sea         | - Датум објављивања: 28. август 1995. (ЈАП) - Издавачка кућа: Epic Records - Formats: ВХС, ВЦД, LaserDisc | —        | —        | —         | - BPI: 3× Платина                |
| ...There and Then       | - Датум објављивања: 14. октобар 1996. (УК) - Издавачка кућа: Epic - Формат: ВХС, LaserDisc               | —        | —        | 7         | - BPI: 8× Платина - RIAA: Златно |
| Familiar to Millions    | - Датум објављивања: 13. новембат 2000. (УК) - Издавачка кућа: Big Brother - Формат: ВХС, DVD             | —        | —        | 10        | - BPI: 2× Платина                |
| Definitely Maybe        | - Датум објављивања: 6. септембар 2004. (УК) - Издавачка кућа: Big Brother - Формат: DVD                  | 10       | 17       | 27        | - BPI: 3x Платина - ARIA: Златно |
| Lord Don't Slow Me Down | - Датум објављивања: 28. октобар 2007. (УК) - Издавачка кућа: Big Brother - Формат: DVD, блуреј           | 12       | 15       | 18        | - BPI: Платина                   |
| Time Flies... 1994–2009 | - Датум објављивања: 14. јун 2010. (УК) - Издавачка кућа: Big Brother - Формат: DVD                       | 22       | —        | —         |                                  |
| Oasis: Supersonic       | - Датум објављивања: 31. октобар 2016. (УК) - Издавачка кућа: EntertainmentOne - Формат: DVD, блуреј      | —        | —        | —         | - BPI: 4× Платина                |

## Епови
| Назив           | Детаљи | Позиција | Позиција | Позиција | Позиција |
| Назив           | Детаљи | НЕМ      | ИР       | ИТА      | ЈАП      |
| --------------- | --- | -------- | -------- | -------- | -------- |
| Stop the Clocks | - Датум објављивања: 13. новембар 2006. (УК) - Издавачка кућа: Big Brother - Формат: цд, дигитално преузимање | 12       | 17       | 4        | 61       |

## Синглови
| Назив                          | Година | Позиција | Позиција | Позиција | Позиција | Позиција | Позиција | Позиција | Позиција | Позиција | Позиција | Позиција | Позиција | Позиција | Сертификат                                          | Албум                              |
| Назив                          | Година | УК       | АУС      | КАН      | ФРА      | НЕМ      | ИР       | ЈАП]     | ХОЛ      | ШВЕ      | ШВИ      | САД      | УС алт.  | САД Cash | Сертификат                                          | Албум                              |
| ------------------------------ | ------ | -------- | -------- | -------- | -------- | -------- | -------- | -------- | -------- | -------- | -------- | -------- | -------- | -------- | --------------------------------------------------- | ---------------------------------- |
| "Supersonic                    | 1994   | 31       | —        | —        | 33       | —        | 24       | 81       | —        | —        | —        | —        | 11       | —        | - BPI: Златно                                       | Definitely Maybe                   |
| "Shakermaker"                  | 1994   | 11       | —        | —        | —        | —        | —        | —        | —        | —        | —        | —        | —        | —        | - BPI: Сребрно                                      | Definitely Maybe                   |
| "Live Forever"                 | 1994   | 10       | —        | 70       | —        | —        | 17       | —        | —        | —        | —        | —[A]     | 2        | —        | - BPI: Платина                                      | Definitely Maybe                   |
| "Cigarettes & Alcohol"         | 1994   | 7        | —        | —        | —        | —        | 15       | —        | —        | —        | —        | —        | —        | —        | - BPI: Златно                                       | Definitely Maybe                   |
| "Whatever"                     | 1994   | 3        | 40       | —        | 15       | 73       | 5        | 71       | 48       | 10       | 24       | —        | —        | —        | - BPI: Платина                                      | Није ни на једном албуму           |
| "Some Might Say"               | 1995   | 1        | —        | —        | —        | —        | 3        | 43       | —        | 7        | —        | —        | —        | —        | - BPI: Платина                                      | (What's the Story) Morning Glory?  |
| "Roll with It"                 | 1995   | 2        | 48       | —        | —        | —        | 2        | 97       | —        | 3        | —        | —        | —        | —        | - BPI: Платина                                      | (What's the Story) Morning Glory?  |
| "Morning Glory"                | 1995   | 147      | 25       | —        | —        | —        | —        | —        | —        | —        | —        | —        | 24       | —        | - ARIA: Златно - BPI: Сребрно                       | (What's the Story) Morning Glory?  |
| "Wonderwall"                   | 1995   | 2        | 1        | 5        | 10       | 17       | 2        | —        | 8        | 12       | 17       | 8        | 1        | 6        | - BPI: 3× Платина - ARIA: 3× Платина - RIAA: Златно | (What's the Story) Morning Glory?  |
| "Don't Look Back in Anger"     | 1996   | 1        | 19       | 24       | 13       | 57       | 1        | 29       | 30       | 2        | 27       | 55       | 10       | 33       | - BPI: 2× Платина - RIAJ: Платина                   | (What's the Story) Morning Glory?  |
| "Champagne Supernova"          | 1996   | 100      | 26       | 11       | —        | —        | —        | —        | —        | —        | —        | —[B]     | 1        | —        | - BPI: Платина - RIAA: Златно                       | (What's the Story) Morning Glory?  |
| "D'You Know What I Mean?"      | 1997   | 1        | 16       | 3        | 37       | 27       | 1        | 28       | 31       | 2        | 20       | —[C]     | 4        | —        | - BPI: Платина - IFPI ШВЕ: Златно                   | Be Here Now                        |
| "Stand by Me"                  | 1997   | 2        | 48       | —        | —        | 60       | 2        | 58       | 50       | 10       | 34       | —        | —        | —        | - BPI: Златно                                       | Be Here Now                        |
| "All Around the World"         | 1998   | 1        | 69       | 20       | —        | 84       | 1        | 53       | 47       | 7        | —        | —        | 15       | —        | - BPI: Златно                                       | Be Here Now                        |
| "Don't Go Away"                | 1998   |          | —        | 16       | —        | —        | —        | 49       | —        | —        | —        | —[D]     | 5        | —        |                                                     | Be Here Now                        |
| "Acquiesce"                    | 1998   |          | —        | 44       | —        | —        | —        | —        | —        | —        | —        | —        | 24       | —        |                                                     | The Masterplan                     |
| "Go Let It Out"                | 2000   | 1        | 23       | 1        | 66       | 31       | 1        | 26       | 36       | 14       | 23       | —        | 14       | —        | - BPI: Сребрно                                      | Standing on the Shoulder of Giants |
| "Who Feels Love?"              | 2000   | 4        | —        | 7        | —        | 94       | 15       | 68       | 57       | —        | 66       | —        | —        | —        |                                                     | Standing on the Shoulder of Giants |
| "Sunday Morning Call"          | 2000   | 4        | —        | 8        | —        | —        | 20       | 84       | —        | —        | —        | —        | —        | —        |                                                     | Standing on the Shoulder of Giants |
| "The Hindu Times"              | 2002   | 1        | 22       | 1        | 84       | 30       | 2        | 16       | 47       | 13       | 15       | —        | —        | —        | - BPI: Сребрно                                      | Heathen Chemistry                  |
| "Stop Crying Your Heart Out"   | 2002   | 2        | 48       | 6        | 135      | 48       | 6        | 20       | 73       | 23       | 48       | —        | —        | —        | - BPI: Платина                                      | Heathen Chemistry                  |
| "Little by Little/She Is Love" | 2002   | 2        | 54       | 2        | —        | 65       | 9        | 49       | —        | 41       | 83       | —        | —        | —        | - BPI: Златно                                       | Heathen Chemistry                  |
| "Songbird"                     | 2003   | 3        | —        | 2        | —        | 81       | 10       | 108      | —        | 44       | 94       | —        | —        | —        | - BPI: Сребрно                                      | Heathen Chemistry                  |
| "Lyla"                         | 2005   | 1        | 23       | 4        | 81       | 33       | 5        | 12       | 52       | 18       | 26       | —[E]     | 19       | —        | - BPI: Сребрно                                      | Don't Believe the Truth            |
| "The Importance of Being Idle" | 2005   | 1        | —        | —        | —        | 63       | 15       | 98       | 84       | 40       | 57       | —        | —        | —        | - BPI: Сребрно                                      | Don't Believe the Truth            |
| "Let There Be Love"            | 2005   | 2        | —        | —        | —        | 88       | 14       | 90       | 85       | —        | —        | —        | —        | —        |                                                     | Don't Believe the Truth            |
| "Lord Don't Slow Me Down"      | 2007   | 10       | —        | —        | —        | —        | 37       | —        | —        | —        | —        | —        | —        | —        |                                                     | Није ни на једном албуму           |
| "The Shock of the Lightning"   | 2008   | 3        | —        | 51       | 38       | 48       | 12       | 93       | 47       | 5        | 42       | 93       | 12       | —        |                                                     | Dig Out Your Soul                  |
| "I'm Outta Time"               | 2008   | 12       | —        | —        | 48       | 62       | —        | 100      | —        | —        | —        | —        | —        | —        |                                                     | Dig Out Your Soul                  |
| "Falling Down"                 | 2009   | 10       | —        | 45       | —        | 82       | 26       | 41       | 71       | 26       | —        | —[F]     | —        | —        |                                                     | Dig Out Your Soul                  |

### Промотивни синглови
| Назив                        | Година | Позиција | Позиција | Позиција | Позиција | Сертификат   | Албум                              |
| Назив                        | Година | УК       | КАН      | КАН Alt. | САД Alt. | Сертификат   | Албум                              |
| ---------------------------- | ------ | -------- | -------- | -------- | -------- | ------------ | ---------------------------------- |
| "Columbia"                   | 1993   | 111      | —        | —        | —        |              | Definitely Maybe                   |
| "Rock 'n' Roll Star"         | 1994   | —        | —        | —        | 36       |              | Definitely Maybe                   |
| "Sad Song"                   | 1994   | —        | —        | —        | —        |              | Definitely Maybe                   |
| "I Am the Walrus" (Live)     | 1994   | —        | —        | —        | —        |              | "Cigarettes & Alcohol" single      |
| "Round Are Way"              | 1995   | —        | —        | —        | —        |              | "Wonderwall" single                |
| "Cum on Feel the Noize"      | 1995   | —        | —        | —        | —        |              | "Don't Look Back in Anger" single  |
| "Hello"                      | 1996   | —        | —        | —        | —        |              | (What's the Story) Morning Glory?  |
| "I Hope, I Think, I Know"    | 1997   | —        | —        | —        | —        |              | Be Here Now                        |
| "Be Here Now" (уживо)        | 1997   | —        | —        | —        | —        |              | Није ни на једном албуму           |
| "Acquiesce"                  | 1998   | —        | 44       | 20       | 24       |              | "Some Might Say" single            |
| "The Masterplan"             | 1998   | —        | —        | —        | —        | BPI: Сребрно | "Some Might Say" single            |
| "Where Did It All Go Wrong?" | 2000   | —        | —        | —        | —        |              | Standing on the Shoulder of Giants |
| "Gas Panic!" (Live)          | 2000   | —        | —        | —        | —        |              | Familiar to Millions               |
| "Hey Hey, My My" (Live)      | 2000   | —        | —        | —        | —        |              | Familiar to Millions               |
| "The Meaning of Soul"        | 2005   | —        | —        | —        | —        |              | Don't Believe the Truth            |
| "Turn Up the Sun"            | 2005   | —        | —        | —        | —        |              | Don't Believe the Truth            |
| "Mucky Fingers"              | 2005   | —        | —        | —        | —        |              | Don't Believe the Truth            |
| "Boy with the Blues"         | 2009   | 120      | —        | —        | —        |              | Dig Out Your Soul bonus tracks     |
| "I Believe in All"           | 2009   | 157      | —        | —        | —        |              | Dig Out Your Soul bonus tracks     |

## Остале песме
| Назив                      | Година | Позиција | Серттификат  | Албум                             |
| Назив                      | Година | УК       | Серттификат  | Албум                             |
| -------------------------- | ------ | -------- | ------------ | --------------------------------- |
| "She's Electric"           | 1995   | —        | BPI: Сребрно | (What's the Story) Morning Glory? |
| "Half the World Away"      | 2015   | 56       | BPI: Златно  | "Whatever" single                 |
| "Those Swollen Hand Blues" | 2009   | 190      |              | "Falling Down" single             |

## Спотови
| Назив                          | Година | Режисер(и)                    |
| ------------------------------ | ------ | ----------------------------- |
| "Supersonic" (верзија 1)       | 1994   | Марк Шаси                     |
| "Supersonic" (верзија 2)       | 1994   | Ник Еган                      |
| "Shakermaker"                  | 1994   | Марк Шаси                     |
| "Live Forever" (верзија 1)     | 1994   | Carlos Grasso                 |
| "Live Forever" (верзија 2)     | 1994   | Ник Еган                      |
| "Cigarettes & Alcohol"         | 1994   | Марк Шаси                     |
| "Rock 'n' Roll Star"           | 1994   | Нигел Дик                     |
| "Whatever"                     | 1994   | Марк Шаси                     |
| "Some Might Say"               | 1995   | Stuart Fryer                  |
| "Roll with It"                 | 1995   | Jon Klein                     |
| "Morning Glory"                | 1995   | Џејк Скот                     |
| "Wonderwall"                   | 1995   | Нигел Дик                     |
| "Don't Look Back in Anger"     | 1996   | Нигел Дик                     |
| "Champagne Supernova"          | 1996   | Нигел Дик                     |
| "D'You Know What I Mean?"      | 1997   | Дом и Ник                     |
| "Stand by Me"                  | 1997   | Давид Молд                    |
| "Don't Go Away"                | 1997   | Нигел Дик                     |
| "All Around the World"         | 1998   | Џонтана Дејтон и Валери Фарис |
| "Acquiesce" (live)             | 1998   | Џил Фурмановски               |
| "Go Let It Out"                | 2000   | Ник Еган                      |
| "Who Feels Love?"              | 2000   | Ник Еган                      |
| "Sunday Morning Call"          | 2000   | Ник Еган                      |
| "Where Did It All Go Wrong?"   | 2000   | Ник Еган                      |
| "The Hindu Times"              | 2002   | W.I.Z.                        |
| "Stop Crying Your Heart Out"   | 2002   | W.I.Z.                        |
| "Little by Little"             | 2002   | Max & Dania                   |
| "She Is Love" (неиздато)       | 2002   | Рејчел Томас, Изи Кклингелс   |
| "Songbird"                     | 2003   | Дик Карутерс                  |
| "Lyla"                         | 2005   | Тим Квалтро                   |
| "The Importance of Being Idle" | 2005   | Даун Шадфорт                  |
| "Let There Be Love"            | 2005   | Бејли Волш                    |
| "Acquiesce"                    | 2006   | Роберт Хејлс                  |
| "The Masterplan"               | 2006   | Ben & Greg                    |
| "Lord Don't Slow Me Down"      | 2007   | Бејли Волш                    |
| "The Shock of the Lightning"   | 2008   | Џулијан Хаус, Џулијан Гибс    |
| "I'm Outta Time"               | 2008   | Intro                         |
| "Falling Down"                 | 2009   | W.I.Z.                        |